# Saturn Outlook
Saturn Outlook — полноразмерный SUV, разработанный на платформе GM Lambda.

## Описание
Saturn Outlook дебютировал в 2006 году на Нью-Йоркском международном автосалоне. Платформу GM Lambda автомобиль разделял с Buick Enclave, Chevrolet Traverse и GMC Acadia.
Производство Saturn Outlook началось 24 мая 2006 года. Цена была самой низкой среди кроссоверов GMC Acadia и Buick Enclave.
К 2011 году было продано несколько сотен Saturn Outlook.

## Технические характеристики
Outlook оснащался 3,6-литровым 24-клапанным двигателем HFV6 (DOHC V6) с измененяемыми фазами газораспределения. Двигатели сочетаются в паре с шестиступенчатой автоматической трансмиссией Hydra-Matic 6T75. Привод — передний или полный.
| Годы производства | Выхлоп    | Двигатель    | Мощность            | Крутящий момент | Трансмиссия  |
| ----------------- | --------- | ------------ | ------------------- | --------------- | ------------ |
| 2007—2008         | Одинарный | 3,6 л LY7 V6 | 198 кВт (270 л. с.) | 331 Н·м         | 6-скор. 6T75 |
| 2007—2008         | Двойной   | 3,6 л LY7 V6 | 199 кВт (275 л. с.) | 335 Н·м         | 6-скор. 6T75 |
| 2009              | Одинарный | 3,6 л LLT V6 | 210 кВт (281 л. с.) | 361 Н·м         | 6-скор. 6T75 |
| 2009              | Двойной   | 3,6 л LLT V6 | 215 кВт (288 л. с.) | 366 Н·м         | 6-скор. 6T75 |

## Продажи в Америке
| Год  | Продано |
| ---- | ------- |
| 2006 | 144     |
| 2007 | 34,748  |
| 2008 | 25,340  |
| 2009 | 13,115  |
| 2010 | 3,637   |